# Schlosskapelle Mitterberg
Die Schlosskapelle Mitterberg ist eine um 1650 erbaute Kapelle in der Gemeinde Rüstorf in Oberösterreich. Sie war einst Teil des Schlosses Mitterberg. Sie wurde von 1997 bis 2003 restauriert und als ökumenische Kapelle der Heiligen Dreifaltigkeit gewidmet. Die Kapelle steht unter Denkmalschutz. Die Kapelle steht unter Denkmalschutz (Listeneintrag).

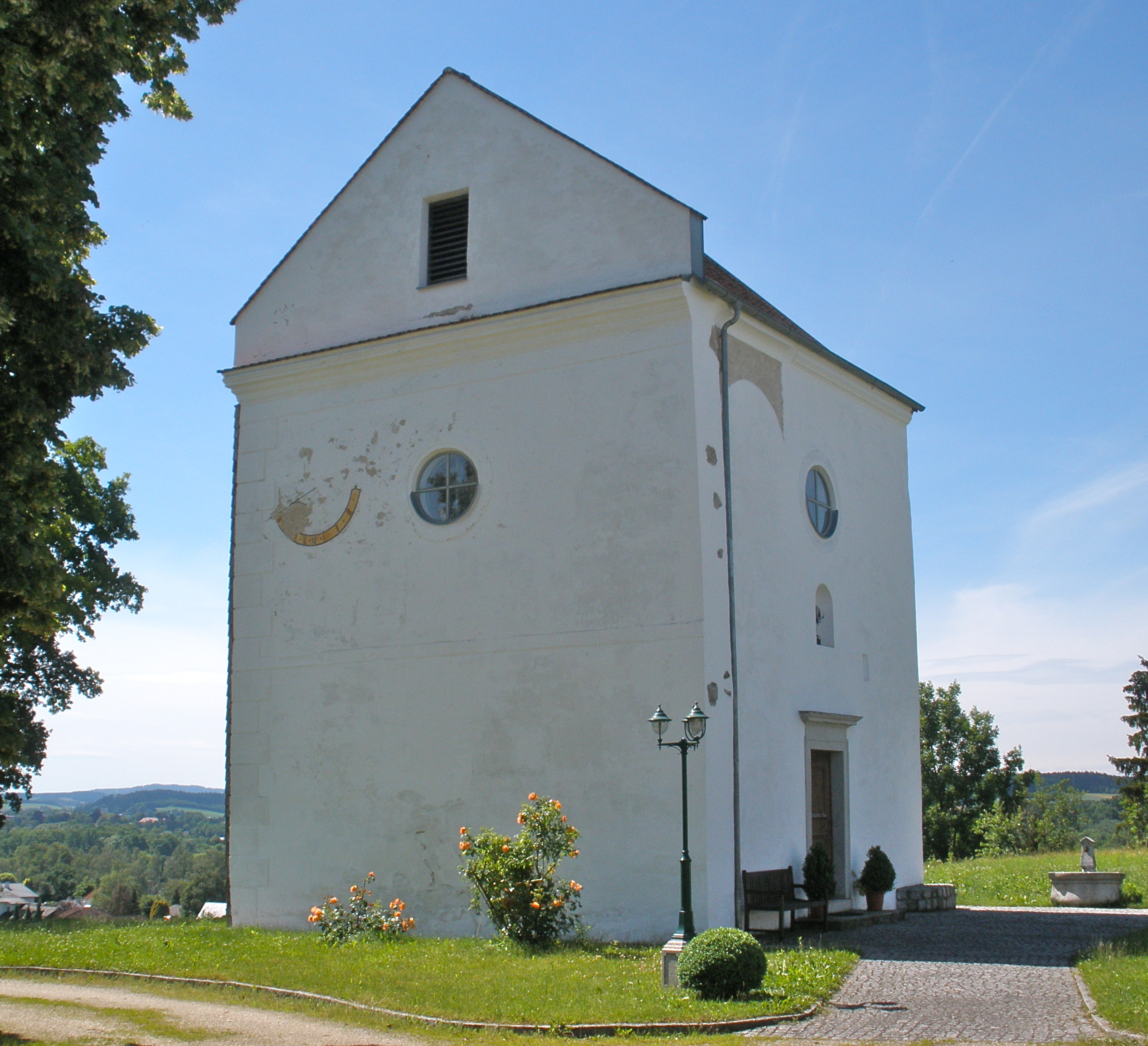
Schlosskapelle Mitterberg

## Baugeschichte
Das Schloss Mitterberg wurde erstmals im Jahr 1185 im Stift Admont urkundlich erwähnt. 1653 wurde das Schloss vollständig neu errichtet.
Im Jahr 1990 wurde die Erhaltungswürdigkeit der baufälligen Kapelle durch das Landesdenkmalamt bestätigt, 1997 wurde das Eigentum übertragen an den neu gegründeten „Verein zur Rettung der Schlosskapelle Mitterberg“, der die Restaurierung mit Hilfe von öffentlichen Geldern und Spenden bis zum Jahr 2003 durchführen ließ.  Am 31. August 2003 weihten Bischof Maximilian Aichern und Superintendent Hansjörg Eichmeyer die Kapelle ein.

## Kunsthistorische Bedeutung

### Stuckaturen
Die Instandsetzung orientierte sich sehr nahe an der originalen Gestaltung. Die Stuckaturen gäben Verbindungen zum Stift Lambach zu erkennen und seien in der Region Schwanenstadt bei barocken Bauwerken herausragend. Es ist ein Frühwerk von Giovanni Pietro Spazio.

### Innenraum der Kapelle

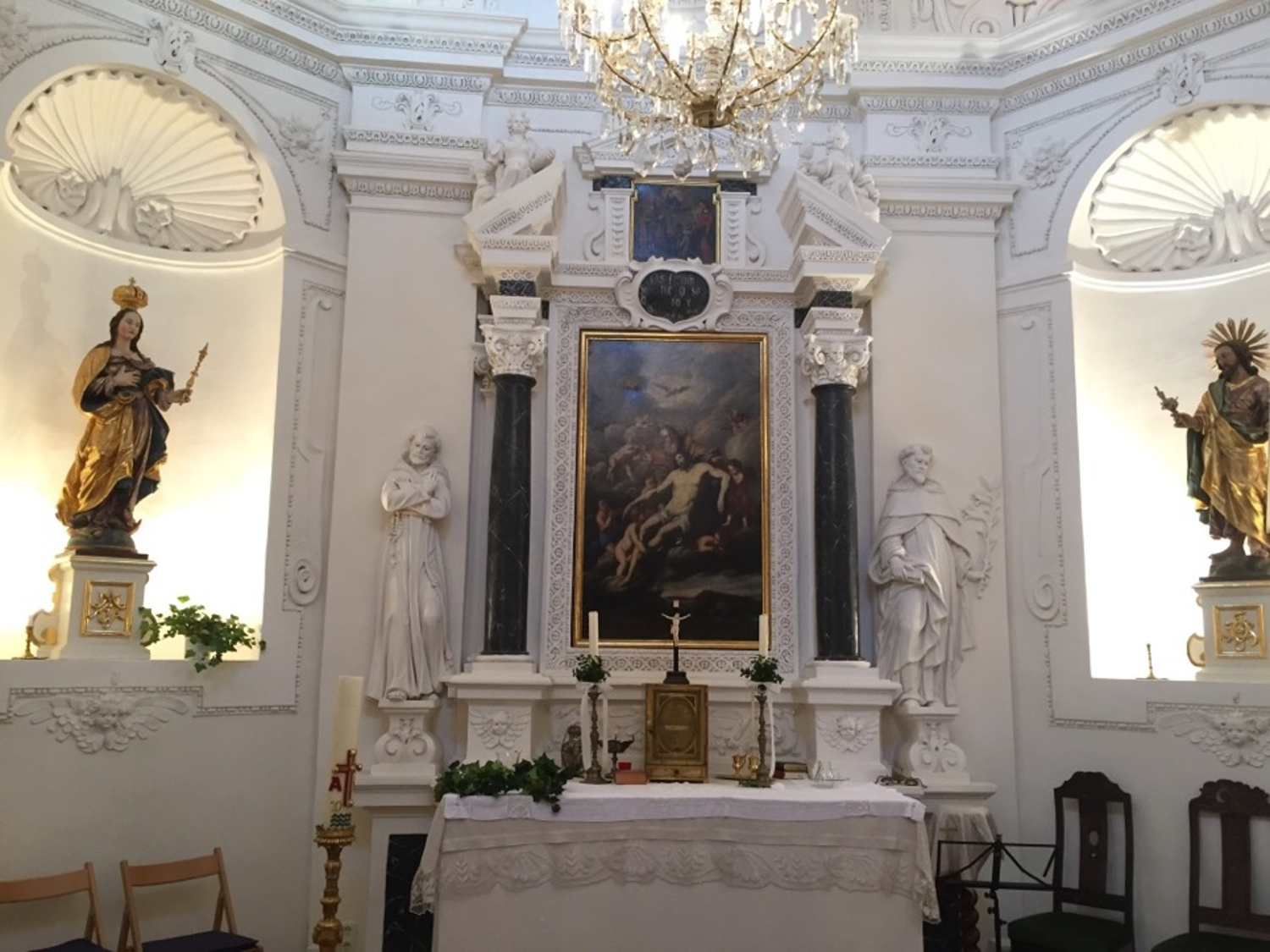
Altar

Das Altarbild stellt die Heilige Dreifaltigkeit in Gestalt eines Gnadenstuhls dar, wobei Jesus Christus nicht am Kreuz hängend, sondern von diesem abgenommen mit seinen Wundmalen abgebildet wird.
Neben dem Altarbild sind zwei Hauptskulpturen aufgestellt, die die Heiligen Franziskus von Assisi und Dominikus darstellen. In Nischen der Kapelle stehen vier Figuren, die Maria als Himmelskönigin, und die Heiligen Joseph, Nikolaus und Florian abbilden.

### Fassade
An der Nordwestseite der Kapelle ist ein Keramik-Kreuz des Bildhauers Franz Josef Altenburg seit dem 19. Juni 2011 angebracht.

## Nutzung
Die beheizbare Kapelle mit bis zu 50 Sitzplätzen wird für öffentliche und private Veranstaltungen, und für Taufen, Andachten und Ausstellungen genutzt.

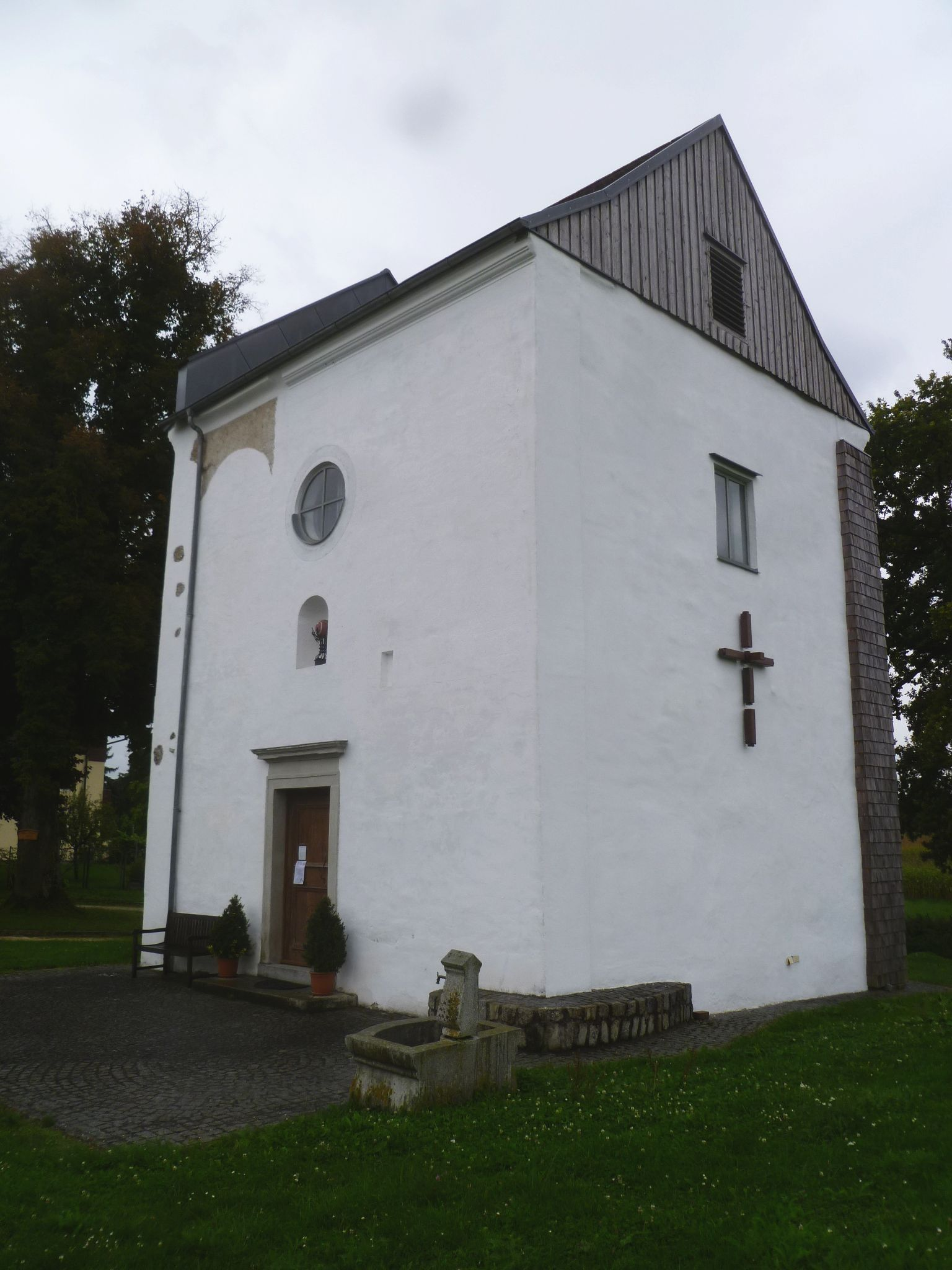
Schlosskapelle Mitterberg
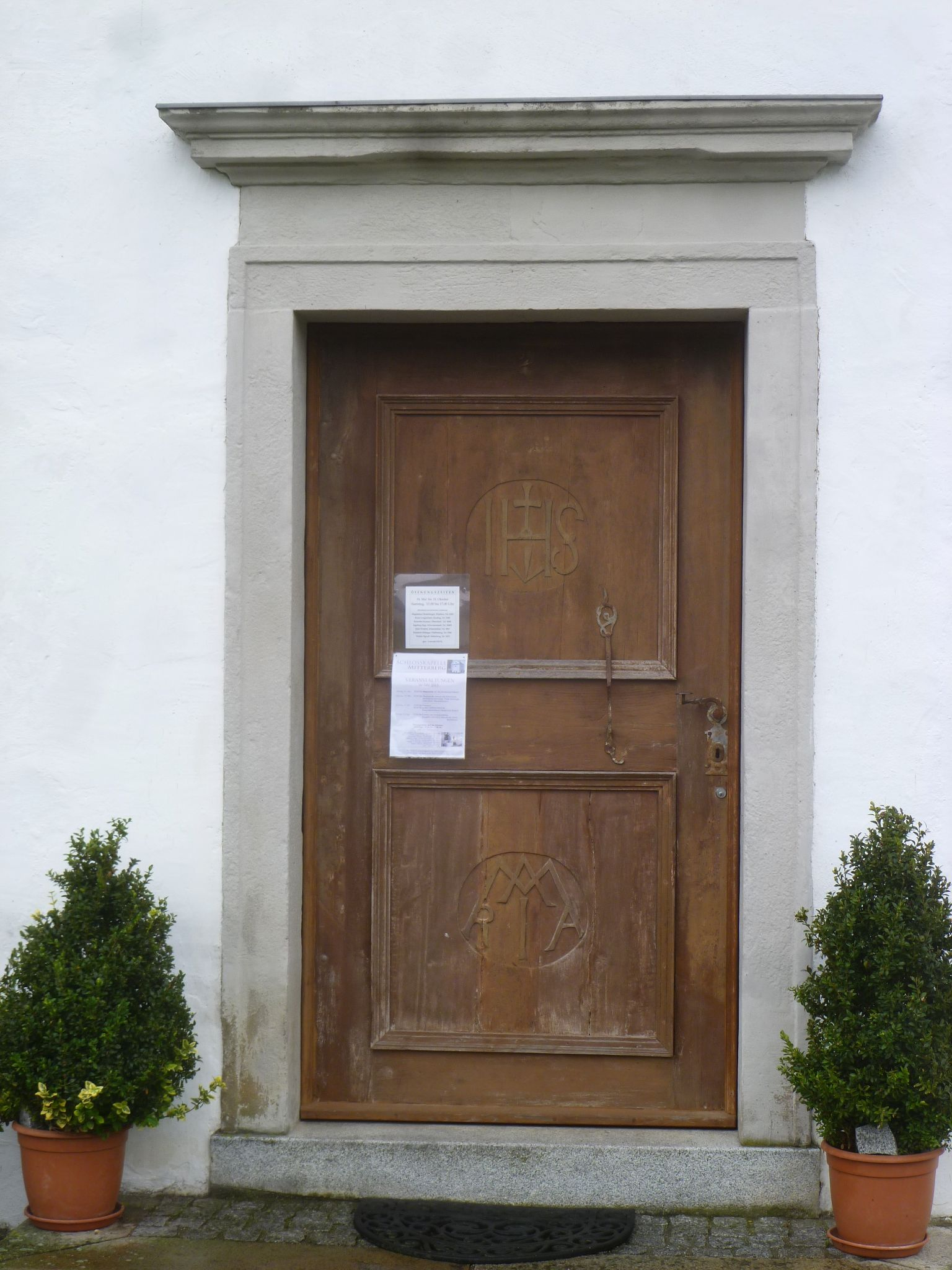
Eingangstür zur Schlosskapelle Mitterberg
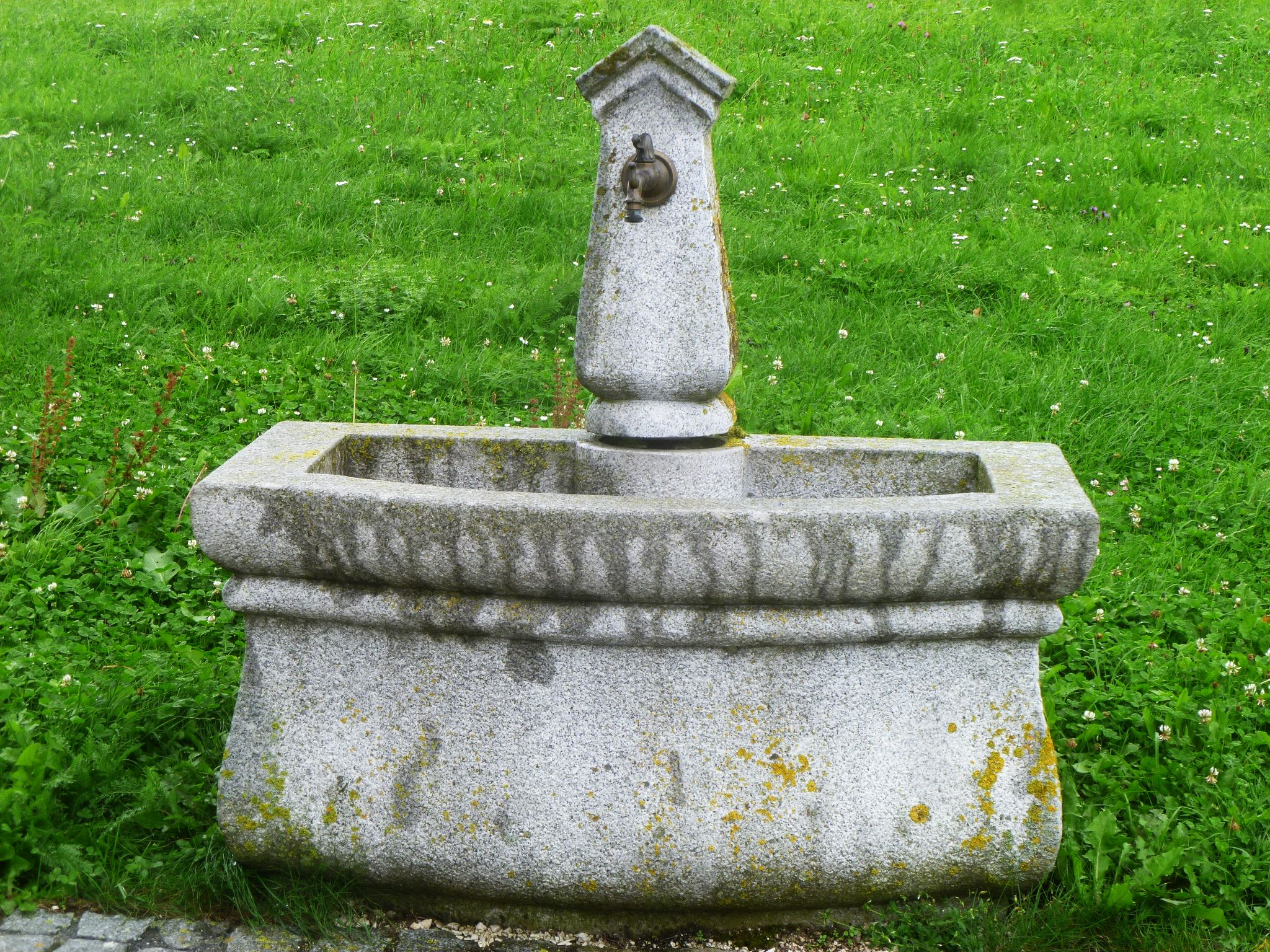
Brunnen bei der Schlosskapelle Mitterberg